# Mediocalcar paradoxum
Mediocalcar paradoxum är en orkidéart som först beskrevs av Friedrich Fritz Wilhelm Ludwig Kraenzlin, och fick sitt nu gällande namn av Rudolf Schlechter. Mediocalcar paradoxum ingår i släktet Mediocalcar och familjen orkidéer.

## Underarter
Arten delas in i följande underarter:
- M. p. latifolium
- M. p. paradoxum
- M. p. robustum